# Свиридов, Владимир Георгиевич
Влади́мир Гео́ргиевич Свири́дов (13 октября 1955, Минеральные Воды — ноябрь 2023, пос. Анджиевский, Ставропольский край) — военный лётчик, военачальник, командующий 6-й армией ВВС и ПВО Российской Федерации (2005—2009), генерал-лейтенант авиации.

## Биография
Родился 13 октября 1955 года в городе Минеральные Воды Ставропольского края.
В 1975 году поступил, а в 1979 году окончил Ставропольское высшее военное авиационное училище летчиков и штурманов ПВО. Дальнейшую службу проходил лётчиком, старшим лётчиком, командиром авиационного звена в Дальневосточном военном округе (ДВО), командиром авиационного звена, заместителем командира эскадрильи, командиром авиационной эскадрильи в Группе советских войск в Германии.
В 1992 году окончил Военно-воздушную академию имени Ю. А. Гагарина. Проходил службу в должностях: заместитель командира бомбардировочного авиационного полка по летной подготовке в Закавказском и Северо-Кавказском военных округах (СКВО), командир бомбардировочного авиационного полка, заместитель командира бомбардировочной дивизии в СКВО, командир бомбардировочной авиационной дивизии в ДВО.
В 2002 году окончил Военную академию Генерального штаба Вооружённых Сил РФ. Был назначен заместителем командующего армией ВВС и ПВО.
В 2005 году Указом Президента РФ от 6 июня 2005 года назначен командующим 6-й армией ВВС и ПВО. В декабре 2009 года освобождён от должности.
15 ноября 2023 года Свиридов и его супруга были обнаружены мёртвыми в собственном доме в посёлке Анджиевский. Вероятной причиной смерти стало отравление газом из-за сбоя автоматического газового клапана.